# Maisons-Laffitte
Maisons-Laffitte este un oraș în Franța, în departamentul Yvelines, în regiunea Île-de-France.

## Personalități născute aici
- Jean Cocteau (1889 - 1963), scriitor, cineast.

1. ↑  French National Directory of Representatives, accesat în 15 martie 2019
2. ↑  répertoire géographique des communes, accesat în 26 octombrie 2015
3. ↑  dataset of postal codes in France, 1 octombrie 2018